# Slaget vid Hummelshof
Slaget vid Hummelshof (även kallat "slaget vid Sagnitz" eller "slaget vid Embach")var ett slag mellan Sverige och Ryssland under det stora nordiska kriget som stod den 19 juli 1702 i Hummelshof (estniska: Hummuli; lettiska: Omuļi) nära Võrtsjärv i nuvarande södra Estland. De ryska trupperna, som anfördes av Boris Sjeremetev, stod som segrare.
Det i början segerrika svenska kavalleriet drevs senare på flykten, då det under förföljandet skilt sig från fotfolket, som senare upprevs. Ryssarna utnyttjade sin seger främst till härjningar.